# Rubber (Film)
Rubber ist eine französische Horrorkomödie von Quentin Dupieux aus dem Jahr 2010. Der Protagonist des Independent-Films ist dabei ein mordender Autoreifen mit telekinetischen Kräften.

## Handlung
Der Film hat zwei Handlungsebenen, die sich miteinander vermischen.
Die Rahmenhandlung besteht daraus, dass eine Gruppe von Zuschauern mit Ferngläsern eine Art Schauspiel beobachtet, welches die zweite Handlungsebene darstellt.
Darin erwacht ein Autoreifen (Robert) zum Leben. Er tötet kleinere Tiere, zunächst durch Überrollen, später mit einer Art Telekinese, die dazu führt, dass die Tiere explodieren. Der Reifen kommt schließlich an einen Highway, auf dem gerade eine junge Frau (Sheila) vorbeifährt. Mittels Telekinese bringt der Autoreifen das Fahrzeug zum Stillstand und nähert sich der Frau, wird aber im letzten Moment von einem unachtsamen anderen Autofahrer angefahren. Später rollt der Reifen an einer Tankstelle vorbei, an der der Fahrer, der ihn angefahren hat, gerade tankt. Er tötet diesen und rollt weiter in ein Motel, in dem die junge Frau abgestiegen ist.
Die ganze Szenerie wird dabei ständig von den Zuschauern beobachtet. Diese bekommen von einem der Organisatoren (dem Buchhalter) des Schauspiels am zweiten Tag einen Truthahn zu essen, welcher aber – wie sich später herausstellt – absichtlich vergiftet worden ist, damit das Schauspiel enden kann.
Der Reifen, der inzwischen eine Nacht in einem Motelzimmer verbracht hat, tötet ein Zimmermädchen und die Polizei rückt an, um den Fall aufzuklären. Die Ermittlungen werden von einem Sheriff (Lieutenant Chad) geleitet, der ebenfalls einer der Organisatoren des Schauspiels ist. Dieser geht zunächst davon aus, dass die Zuschauer durch das vergiftete Essen getötet worden sind und erklärt den anderen Polizisten, dass diese nur Statisten in einem Schauspiel seien.
Allerdings hatte einer der Zuschauer keinen Appetit, sodass er überlebt hat. Daraufhin beschließt Lieutenant Chad, dass das Schauspiel weitergehen muss. Er erfährt schließlich, dass die Morde von einem Reifen begangen wurden und verfolgt diesen fortan. Der Reifen mordet in der Zwischenzeit weiter und nistet sich schließlich in einem Wohnhaus ein, wo er die Bewohnerin getötet hat und im Fernsehen ein Autorennen betrachtet. Der Sheriff spürt ihn dort auf und versucht ihm mit dem jungen Mädchen eine Falle zu stellen. Der Plan misslingt jedoch.
Der überlebende Zuschauer hat inzwischen seine Beobachtungsposition verlassen und mischt sich in die Handlung ein. Als der Sheriff frustriert in das Haus eindringt und den Reifen zerschießt, wird der Reifen als Dreirad wiedergeboren und tötet den letzten Zuschauer. Schließlich rollt das Dreirad mit anderen Autoreifen nach Hollywood.

## Hintergrund
Der Film wurde 2010 im Rahmen der Semaine de la Critique der Internationalen Filmfestspiele von Cannes aufgeführt, wo die Rückmeldung der Kritiker überwiegend positiv war. In Cannes wurde ein Verleih für Rubber gefunden und 2010 wurde er auf dem Fantasia Festival, dem Sitges Film Festival und dem After Dark Film Festival aufgeführt.

## Kritiken
Die Kritiken zu dem Film waren überwiegend wohlwollend. Variety befand den Film jedoch als „weder gruselig, lustig noch raffiniert“ während z. B. Joachim Kurz von kino-zeit.de zusammenfasst: „Darüber hinaus ist Rubber herrlich amüsanter Trash, der immer wieder auf die Gemachtheit des Films verweist und so ein smartes Spiel mit dem Medium Film treibt“. Das Magazin Stern vergab 4 von 5 möglichen Sternen und lobte ihn als originell, aber auch schwachsinnig.
Kino.de beschreibt Rubber als „Köstliches kleines B-Picture, eine Kuriosität der angenehm unaufdringlichen Art, gefertigt im Stil eines Horror-Roadmovies aus Hollywood von französischen Spaßvögeln für ein besseres Taschengeld unter reger Teilnahme engagierter Darsteller und ambitionierter Tricktechniker.“ und listet ihn mit unter den besten Horrorkomödien auf.